# Crazy (Luzerner Punk-Band)
Crazy war eine Punk-Band aus Luzern, die in den Jahren 1979 bis 1982 in der Schweiz gewirkt hat.

## Geschichte
1979 formierte sich die Luzerner Punk-Band Crazy mit Wolfgang S. (Gesang), Markus Tremp (Bass), Christoph Buri (Schlagzeug) und Bruno M. (Gitarre). Nachdem der Sänger Wolfgang S. die Band verlassen hatte, wurde er durch Alwin L. ersetzt. Auch Bruno M. stieg aus, und René Kaufmann übernahm die Gitarre. Urs Knüsel kam als Sänger für zwei, drei Songs auf die Bühne des Festivals «Swiss Punk Now». Später ersetzte er Alwin L. Im Jahr 1981 stiess Ralph Schnidrig als zweiter Gitarrist zur Band. 1982 verließ Markus Tremp die Band und wurde durch Manfred T. ersetzt. Von Beginn an begleitete Werner Heller als Mischer und Roadie die Band.
Um Kosten zu sparen, kaufte die Band eine PA-Anlage, damit sie nicht für jedes Konzert eine teure Anlage mieten musste. Dadurch konnte sie viele Konzerte selber organisieren, was in der Schweizer Punk-Szene nicht üblich war. Dies entsprach dem damaligen Punk-Spirit «einfach machen, ohne zu fragen ‹Darf man das?›». Auch die Konzertplakate wurden selber hergestellt.
1979 war die Band Crazy zu vielen Konzerten unterwegs.
Sie organisierte am 2./3. November 1979 im Gersag-Keller in Emmenbrücke das Festival «Swiss Punk Now». Dies war damals einer der grössten Punk-Anlässe in der Schweiz. Am 2. November traten unter anderem Technicolor, Mistery Action, Sperma, Sozz und Hexan 5 auf. Am Folgetag standen unter anderem Chaos (aus Vorarlberg), Freshcolor, Glueams, Liars, IV Sex, Crazy, Kraft durch Freude, Sick und TNT auf der Bühne. Der Anlass fand auch in der Presse (z. B. im Blick) große Aufmerksamkeit.
1980 trat die Band bei verschiedenen Konzerten in der Schweiz und Deutschland auf. Im gleichen Jahr produzierte die Band auf eigene Kosten und ohne Label als eine der ersten Schweizer Punkbands die Langspielplatte «no chance» mit 14 Titeln.
1981 war die Band weiterhin aktiv.
Crazy war einer der Mitinitiatoren der «Versammlung Luzerner Musiker», die eine Demonstration gegen die Not an Probelokalen in Luzern organisierte. Die Aktion fand während der 80er-Jahre-Krawalle in Zürich und Bern statt. Die Luzerner Behörden lenkten schnell ein, um Krawalle zu verhindern, und erteilten eine Bewilligung für vorab zwei Jahre für Probelokale im ehemaligen Zuchthaus Sedel. Die Verantwortlichen von Crazy wandelten daraufhin die Demonstration in ein Dankeskonzert um, bei dem Heavens Street, Mad und Crazy spielten. Über 1000 Besucher versammelten sich am 7. Februar 1981 auf dem Rathausplatz.
Am 25. März 1981 wurde wegen der grossen Wohnungsnot das Restaurant Einhorn in Luzern besetzt. Einige Mitglieder von Crazy beteiligten sich an der Besetzung und planten ein Solidaritätskonzert mit der Band IV-Sex im Werkhof Luzern. Das Konzert musste jedoch wegen befürchteter Ausschreitungen abgesagt werden. Ab dem 15. April 1981 nutzte Crazy ein Probelokal im neuen Musikzentrum Sedel.
Im Mai 1981 produzierte die Band eine EP, die unter anderem von Leuten der damaligen Modeboutique Blondino mitfinanziert wurde. Im Juli des gleichen Jahres bereitete die Band mit Geile Tiere aus West-Berlin im Sedel eine aufwendige Plattenproduktion vor. Dabei zupfte der von Luzern nach Berlin ausgewanderte Luciano Castelli den Bass. Neben Crazy-Sänger Urs Knüsel stand auch der Berliner Aktionist Salomé am Mikrofon. Anlässlich einer Ausstellung der beiden Künstler spielte Crazy an der Vernissage in Genf.
Ende 1981 trennte sich die Band von ihrem Bassisten Markus Tremp, der alle Konzerte organisiert hatte. Sein Austritt war der Anfang vom Ende der Band. Crazy engagierte daraufhin Manfred T. aus Deutschland als Ersatz für Markus Tremp. Danach gab es aber nur noch zwei Konzerte.
Das Konzert vom 7. Januar 1982 im Restaurant Stadtkeller Luzern ging in die Luzerner Geschichte ein als «Meuterei im Stadtkeller». Der Stadtkeller bediente im Sommer vor allem Touristen, und weil die im Winter nicht kamen, veranstaltete man Rockkonzerte. Crazy durfte dort als erste Punk-Band aus dem Musikzentrum Sedel spielen. Der Andrang war sehr groß, so dass nicht alle Besucher eingelassen werden konnten. Das Lokal war mit Tischen und Stühlen ausgestattet, und es fehlte vor der Bühne Platz für das obligate Pogo-Tanzen. Kurzerhand wurden Tische und Stühle weggeschoben, und das Konzert artete aus. Die ganze Fensterfront ging zu Bruch, und etliche Fans kamen durch die «offenen» Fenster rein oder schauten dem Treiben von draußen zu. Das letzte Konzert fand am 30. Januar 1982 während des «Ton Modern Festivals» in der Roten Fabrik in Zürich statt. Nicht lange nach diesem Konzert löste sich die Band nach vier Jahren auf – eine der wenigen Schweizer Punkbands, die so lange aktiv war.
Am 13. Mai 2006 wurde im Museum im Bellpark in Kriens die Ausstellung «Geniale Dilettanten – Kult(ur)Labore Innerschweiz» eröffnet. Die Ausstellung widmete sich der Zürcher Punk-Szene, die Anfang der 1980er Jahre zu Konzerten nach Wolfenschiessen pilgerte. Werner Heller und Angelo Stäldi kuratierten dazu auf Initiative von André Tschan und Lurker Grand im Untergeschoss eine Ausstellung über die Luzerner Punk-Szene. An der Vernissage spielte Crazy im Gemeindeschuppen Kriens. Gleichzeitig feierte das Musikzentrum Sedel dort sein 25-jähriges Bestehen. Als Vorbands spielten «Krankenzimmer 204» und «Failed Teachers». Rund 400 Personen besuchten das Konzert. An diesem Anlass traten Crazy letztmals auf – ein einmaliges Revival.
Am 12. November 2022 fand die Plattentaufe der neuen Langspielplatte «Kinder von Heute» statt, ein Zusammenschnitt mit Songs von der ersten Langspielplatte von Crazy und drei Live-Songs, dem eine 52-seitige Biografie angefügt ist. Dieser Anlass fand im Musikzentrum Sedel statt und war der Abschluss der Geschichte der Punk-Band.

## Diskografie
- 1980: LP «no chance» produziert von Bruno Waser
- 1981: EP produziert von der Modeboutique Blondino und Bruno Waser
- 1992: CD produziert von Bruno Waser
- 2022: LP «Kinder von Heute» produziert von Werner Heller[14]